# Æthelweard dell'Anglia orientale
Æthelweard (... – 854) fu re dell'Anglia orientale a metà del IX secolo.
Come per il suo predecessore Æthelstan I, le testimonianze storiche del suo regno sono molto limitate, comunque prove numismatiche suggeriscono che fosse un sovrano indipendente dal regno di Mercia o del Wessex.
La data del suo insediamento rimane incerta, ma viene posta convenzionalmente negli anni 840, quella della sua morte sembra invece essere probabilmente l'854. Gli succedette il figlio quattordicenne Edmondo, che si dice sia stato incoronato il 25 dicembre 854.